# Alessandro Manzoni
Alessandro Francesco Tommaso Manzoni (Milão, 7 de março de 1785 — Milão, 22 de maio de 1873), um poeta, romancista e filósofo italiano, considerado um dos maiores romancistas italianos de todos os tempos por seu famoso romance I promessi sposi (traduzida para o português com o título Os noivos). Pedra angular da literatura italiana, Manzoni teve o principal mérito de ter lançado as bases do romance moderno e, assim, ter patrocinado a unidade linguística italiana, no resquício daquela literatura moral e civilmente comprometida do Iluminismo italiano; geralmente classificado entre as obras-primas da literatura mundial.
Passado do clima neoclássico para o romântico, Manzoni, que se tornou um católico fervoroso com tendências liberais, deixou uma marca indelével também na história do teatro italiano.
O sucesso e os inúmeros prêmios públicos e acadêmicos (foi senador do Reino da Itália) foram acompanhados por uma série de problemas de saúde (neurose, agorafobia) e problemas familiares (os inúmeros sofrimentos que afligiam a vida doméstica do escritor) que o reduziram a um isolamento existencial progressivo. Apesar desse isolamento, Manzoni manteve correspondência com o melhor da cultura intelectual francesa, com Goethe, com intelectuais de primeira ordem como Antonio Rosmini e, ainda que indiretamente, com as novidades estéticas românticas britânicas (influência de Walter Scott para o gênero do romance).

## Juventude
Manzoni nasceu em Milão, Itália, em 7 de março de 1785. Pietro, seu pai, com cerca de cinquenta anos, pertencia a uma antiga família de Lecco, originalmente senhores feudais de Barzio, em Valsassina. O avô materno do poeta, Cesare Beccaria, era um conhecido escritor e filósofo, e sua mãe Giulia também tinha talento literário. O jovem Alessandro passou seus primeiros dois anos na cascina Costa em Galbiate e foi amamentado por Caterina Panzeri, como atesta uma lápide memorial afixada no local. Em 1792, seus pais romperam o casamento e sua mãe começou um relacionamento com o escritor Carlo Imbonati, mudando-se para a Inglaterra e depois para Paris. Por isso Alessandro foi educado em vários institutos religiosos.
Manzoni era um desenvolvedor lento e nas várias faculdades que frequentou era considerado um burro. Aos quinze anos, no entanto, ele desenvolveu uma paixão pela poesia e escreveu dois sonetos de considerável mérito. Com a morte de seu pai em 1807, ingressou no lar livre pensador de sua mãe em Auteuil, e passou dois anos se misturando ao conjunto literário dos chamados "ideólogos", filósofos da escola do século XVIII, entre os quais fez muitos amigos, principalmente Claude Charles Fauriel. Lá também ele absorveu o credo anticatólico do voltairianismo.
Em 1806-1807, enquanto em Auteuil, ele apareceu pela primeira vez perante o público como um poeta, com duas obras, uma intitulada Urania, no estilo clássico, da qual ele se tornou mais tarde o adversário mais conspícuo, a outra uma elegia em verso branco, com a morte do conde Carlo Imbonati, de quem, por meio de sua mãe, ele herdou consideráveis propriedades, incluindo a villa de Brusuglio, daí em diante sua residência principal.

## 1808-1821
Em 1808, Manzoni casou-se com Henriette Blondel, filha de um banqueiro de Genebra. Ela veio de uma família calvinista, mas em 1810 ela se tornou católica romana. Sua conversão influenciou profundamente seu marido. Naquele mesmo ano, ele experimentou uma crise religiosa que o levou do jansenismo a uma forma austera de catolicismo. O casamento de Manzoni foi feliz, e ele levou por muitos anos uma vida doméstica aposentada, dividida entre a literatura e a pitoresca criação da Lombardia.
Sua energia intelectual neste período de sua vida foi devotada à composição do Inni sacri, uma série de poemas sagrados, e de um tratado sobre a moralidade católica, Osservazioni sulla morale cattolica, uma tarefa realizada sob orientação religiosa, em reparação de seus primeiros lapsos de fé. Em 1818, ele teve que vender sua herança paterna, pois seu dinheiro havia sido perdido para um agente desonesto. Sua generosidade característica foi demonstrada nesta época em suas relações com seus camponeses, que lhe deviam muito. Ele não apenas cancelou o registro de todas as somas que lhe eram devidas, mas ordenou que guardassem para si toda a colheita de milho que se aproximava.
Em 1819, Manzoni publicou sua primeira tragédia, Il Conte di Carmagnola, que, violando corajosamente todas as convenções clássicas, gerou uma polêmica viva. Foi severamente criticado em um artigo da Quarterly Review ao qual Goethe respondeu em sua defesa, "um gênio", como observa o Conde de Gubernatis, "tendo adivinhado o outro". A morte de Napoleão em 1821 inspirou as poderosas estrofes de Manzoni Il Cinque maggio (O Quinto de Maio), um dos poemas mais populares da língua italiana. Os acontecimentos políticos daquele ano e a prisão de muitos de seus amigos pesaram muito na mente de Manzoni, e os estudos históricos nos quais ele procurou distração durante sua aposentadoria subsequente em Brusuglio sugeriram seu grande trabalho.

### I promessi sposi
O primeiro manuscrito da novela Os Noivos (em italiano I promessi sposi) começou a ganhar forma e foi concluída em setembro de 1823. A obra foi publicada, depois de ser profundamente remodelada pelo autor e revisada por amigos em 1825-1827, à taxa de um volume por ano; imediatamente elevou seu autor ao primeiro nível de fama literária. É geralmente aceito como sua maior obra e o paradigma da língua italiana moderna. O Penguin Companion to European Literature observa que 'a verdadeira grandeza do livro reside em sua delineação de personagem ... na heroína, Lúcia, no Padre Cristoforo, o frade capuchinho e o santo cardeal de Milão, ele criou três exemplos vivos de aquele Cristianismo puro e sincero que é o seu ideal. Mas sua penetração psicológica se estende também àqueles que ficam aquém desse padrão, seja por fraqueza ou perversidade, e o romance é rico em imagens de homens e mulheres comuns, vistas com uma ironia e um desencanto encantadores que sempre chegam ao cinismo e que fornecem um equilíbrio perfeito para o fervor evangélico de seu ideal”. Em 1822, Manzoni publicou sua segunda tragédia, Adelchi, voltando-se para a derrubada por Carlos Magno da dominação lombarda na Itália, e contendo muitas alusões veladas ao domínio austríaco existente. Com essas obras, a carreira literária de Manzoni estava praticamente encerrada. Mas ele revisou laboriosamente Os noivos em toscano-italiano e em 1840 o republicou dessa forma, com um ensaio histórico, Storia della colonna infame, sobre detalhes da praga do século 17 em Milão, tão importante no romance.
Ele também escreveu um pequeno tratado sobre a língua italiana.

## Família, morte e legado
A morte da esposa de Manzoni em 1833 foi precedida e seguida pela morte de vários de seus filhos e de sua mãe. Em meados da década de 1830 frequentou o "Salotto Maffei", salão em Milão apresentado por Clara Maffei, e em 1837 voltou a casar-se com Teresa Borri, viúva do Conde Stampa. Teresa também morreu antes dele, enquanto de nove filhos nascidos em seus dois casamentos, todos menos dois faleceram antes dele. Em 1860, o rei Victor Emmanuel II nomeou-o senador. A morte de seu filho mais velho, Pier Luigi, em 28 de abril de 1873, foi o golpe final que acelerou seu fim. Ele já estava debilitado porque havia caído em 6 de janeiro ao sair da igreja de San Fedele, batendo com a cabeça nos degraus, e morreu após 5 meses de paralisia cerebral meningite, uma complicação do trauma. Seu funeral foi celebrado na igreja de San Marco com pompa quase real. Seus restos mortais, depois de permanecerem no estado por alguns dias, foram seguidos ao Cimitero Monumentale em Milão por um vasto cortejo, incluindo os príncipes reais e todos os grandes oficiais do estado, mas seu monumento mais nobre foi o Réquiem de Giuseppe Verdi, escrito para honrar sua memória.
Seu Osservazioni sulla morale cattolica foi citado pelo Papa Pio XI em sua encíclica sobre a Educação Cristã Divini Illius Magistri: "20. É digno de nota como um leigo, um excelente escritor e ao mesmo tempo um pensador profundo e consciencioso, soube entender e expressar exatamente esta doutrina católica fundamental: A Igreja não diz que a moralidade pertence puramente, no sentido de exclusivamente, a ela; mas que pertence inteiramente a ela. Ela nunca sustentou que fora de seu rebanho e à parte de seus ensinamentos, o homem não pode chegar a nenhuma verdade moral; pelo contrário, mais de uma vez condenou isso opinião, porque apareceu sob mais formas de uma. Ela, entretanto, diz, disse, e sempre dirá, que por causa de sua instituição por Jesus Cristo, por causa do Espírito Santo que a enviou em Seu nome pelo Pai, somente ela possui o que ela recebeu imediatamente de Deus e nunca pode perder, toda a verdade moral, omnem veritatem, na qual estão incluídas todas as verdades morais individuais, tanto as que o homem pode aprender com a ajuda da razão, como as que fazem parte da revelação ou dela se podem deduzir”.

## Lista de trabalhos
Por ordem de primeira publicação.
- A Francesco Lomonaco. Sonetto per la vita di Dante, in Francesco Lomonaco, Vite degli eccellenti italiani, I, Italia [Lugano?], s.t., 1802.
- In morte di Carlo Imbonati. Versi di Alessandro Manzoni a Giulia Beccaria sua madre, Parigi, Didot, 1806.
- Urania. Poemetto, Milão, Stamperia Reale per cura di Leonardo Nardini, 1809.
- Inni sacri, Milão, Agnelli, 1815; Milão, Ferrario, 1822; depois em Opere varie di Alessandro Manzoni, edizione riveduta dall'autore, Milão, Redaelli, 1845. (contém: Il Natale, La Passione, La Risurrezione, La Pentecoste, Il Nome di Maria)
- Sulla morale cattolica. Osservazioni di Alessandro Manzoni. Parte prima, Milão, Lamperti, 1819; edição completa em Opere varie di Alessandro Manzoni, edizione riveduta dall'autore, Milão, Redaelli, 1845.
- Il Conte di Carmagnola, Milão, Ferrario, 1820.
- Adelchi tragedia di Alessandro Manzoni con un discorso sur alcuni punti della storia longobardica in Italia, Milão, Ferrario, 1822.
- Il cinque maggio, in Cinque inni sacri ed un'ode di Alessandro Manzoni, Torino, Marietti, 1823 (1821).
- Lettre à M.r C*** sur l'unité de temps et de lieu dans la tragédie, in Le comte de Carmagnola, et Adelghis, tragedies d'Alexandre Manzoni, traduzido do italiano por M. C. Fauriel, Suivis d'un article de Gœthe et de Pièces sur la théorie de l'art dramatique, Paris, Bossange frères, 1823 (1820-1823).
- L'Ira d'Apollo. Per la lettera semiseria di Grisostomo, in "L'Eco, giornale di scienze, lettere, arti, commercio e teatri", anno II, n. 137, 1829, pp. 545–546.
- I promessi sposi. Storia milanese del secolo XVII, scoperta e rifatta da, 3 voll., Milão, Ferrario, 1825-1826; Milão, Guglielmini e Redaelli, 1840.
- Storia della colonna infame, Milão, Guglielmini e Redaelli, 1840.
- Del romanzo storico e, in genere, de' componimenti misti di storia e d'invenzione, in Opere varie di Alessandro Manzoni, edizione riveduta dall'autore, Milão, Redaelli, 1845 (1827-1850).
- Sulla lingua italiana. Lettera al signor cavaliere consigliere Giacinto Carena, in Opere varie di Alessandro Manzoni, edizione riveduta dall'autore, Milão, Redaelli, 1845 (1847-1850).
- Dell'invenzione. Dialogo, in Opere varie di Alessandro Manzoni, edizione riveduta dall'autore, Milão, Redaelli, 1845 (1850).
- Lettera inedita di A. Manzoni sul Romanticismo e sul Classicismo, in "L'Ausonio", 1, 1, marzo 1846, pp. 21–46, depois em Opere varie di Alessandro Manzoni, Milão, Rechiedei, 1870.
- Il proclama di Rimini e Marzo 1821, in Pochi versi inediti di Alessandro Manzoni, Milão, Redaelli, 1848 (1815 e 1821).
- Lettera di Alessandro Manzoni al signor professore Girolamo Boccardo intorno a una questione di cosiddetta proprietà letteraria, Milão, Redaelli, 1861.
- Dell'unità della lingua e dei mezzi di diffonderla, in "La Perseveranza", 5 marzo 1868.
- Lettera intorno al libro «De volgari eloquio» di Dante Alighieri, in "La Perseveranza", 21 mar. 1868.
- Lettera intorno al Vocabolario, in "La Perseveranza", 20 aprile 1868.
- Saggio comparativo del dizionario dell’Accademia francese col Vocabolario degli Accademici della Crusca, in Appendice alla relazione intorno all'unità della lingua e ai mezzi di diffonderla di Alessandro Manzoni, Milão, Rechiedei, 1869.
- Le correzioni ai Promessi sposi e l'unità della lingua. Lettera inedita, com un discorso di Luigi Morandi, Milão, Rechiedei, 1874 (30 mar. 1871).
- Sermoni (A Giovan Battista Pagani, Sulla Poesia, Panegirico a Trimalcione, Amore a Delia), in Antonio Stoppani, I primi anni di Alessandro Manzoni. Spigolature, com a adição de alguns poemas inéditos ou pouco conhecidos do próprio A. Manzoni, Milão, Tip. Bernardoni, 1874.
- Adda, in Giuseppe Gallia, Ricordo di G. B. Pagani, in "Commentari dell'Ateneo di Brescia", 1875 (1803), pp. 89–107, notas sobre pp. 203–206.
- Del trionfo della libertà. Poema inedito di Alessandro Manzoni, com cartas dele e anotações, precedido de um estudo de Carlo Romussi, Milão, Carrara, 1878 (1801).
- Autoritratto, in "Gazzetta letteraria", n. 52, 28/12/1878-4/1/1879 (1801), depois em Opere inedite o rare di Alessandro Manzoni, editado por Pietro Brambilla e Ruggero Bonghi, I, Milão, F.lli Rechiedei, 1883.
- A Parteneide, in Angelo De Gubernatis, Il Manzoni prima della conversione studiato nella sua corrispondenza inedita, in "Nuova Antologia", 48, 15 dicembre, 1879 (1809-1810), pp. 39–644.
- Aprile 1814, in Opere inedite o rare di Alessandro Manzoni, editado por Pietro Brambilla e Ruggero Bonghi, I, Milão, F.lli Rechiedei, 1883 (1814).
- Materiali estetici, in Opere inedite o rare di Alessandro Manzoni, editado por Pietro Brambilla e Ruggero Bonghi, III, Milão, F.lli Rechiedei, 1883 (1816-1819).
- Spartaco, in Opere inedite o rare di Alessandro Manzoni, editado por Pietro Brambilla e Ruggero Bonghi, I, Milão, F.lli Rechiedei, 1883 (1822-1823).
- Sopra una staffilata del Monti ai Romantici. Dialogo con un amico, in Opere inedite o rare di Alessandro Manzoni, editado por Pietro Brambilla e Ruggero Bonghi, III, Milão, F.lli Rechiedei, 1883 (1823).
- Alla sua donna, in "Revue internationale", a. I, vol. II, 10 giugno 1884 (1802).
- Della lingua italiana, in Opere inedite o rare di Alessandro Manzoni, editado por Pietro Brambilla e Ruggero Bonghi, IV, Milão, F.lli Rechiedei, 1891 (1830-1859).
- Della parte che possa competere agli scrittori nelle lingue, in Opere inedite o rare di Alessandro Manzoni, editado por Pietro Brambilla e Ruggero Bonghi, V, Milão, F.lli Rechiedei, 1898 (1871).
- La verifica dell'uso toscano, in Scritti postumi, pubblicati da Pietro Brambilla, editado por Giovanni Sforza, Milão, Rechiedei, 1900 (1827-1830).
- La collaborazione del Manzoni alla «Risposta», in Scritti postumi, pubblicati da Pietro Brambilla, editado por Giovanni Sforza, Milão, Rechiedei, 1900 (1835-1836).
- Alla Musa, in Le tragedie; gl'Inni sacri; e le Odi. Nella forma definitiva e negli abbozzi, con le varianti delle diverse edizioni e con gli scritti illustrativi dell'autore, editado por Michele Scherillo, Milão, Hoepli, 1907 (1802-1803).
- «Sentir messa». Libro della lingua d'Italia contemporaneo ai «Promessi sposi». Inedito, Milão, Bottega di poesia, 1923 (1835-1836).
- Epigrafi, in Opere di Alessandro Manzoni, III, Scritti non compiuti. Poesie giovanili e sparse, lettere, pensieri, giudizi, com adição de depoimentos de Manzoni e índice analítico, editado por Michele Barbi e Fausto Ghisalberti, Milano-Firenze, Casa del Manzoni-Sansoni, 1950.
- Fermo e Lucia, in Tutte le opere di Alessandro Manzoni, II, I Promessi sposi, II.3, Fermo e Lucia. Prima composizione del 1821-1823; Appendice storica su la colonna infame. Primo abbozzo del 1823, editado por Alberto Chiari e Fausto Ghisalberti, Milão, Mondadori, 1954.
- Saggio di vocabolario italiano secondo l'uso di Firenze. Compilato in collaborazione a Varramista nel 1856, com Gino Capponi, ensaio introdutório, texto crítico e notas editadas por Guglielmo Macchia, Firenze, Le Monnier, 1957 (1856-1857).
- Saggio di una nomenclatura botanica, in Fausto Ghisalberti, Il Manzoni georgofilo e i suoi appunti inediti sulla nomenclatura botanica, in "Istituto lombardo scienze e lettere. Rendiconti, Classe di lettere", 91, 1957, pp. 1060–1105.
- Frammenti di un libro d'avanzo, editado por Angelo Stella e Luca Danzi, Pavia, Università-Dipartimento della scienza della letteratura, 1983 (1823-1824).
- Della moralità delle opere tragiche, in Tutte le opere di Alessandro Manzoni, V, Scritti linguistici e letterari, V.3, Scritti letterari, editado por Carla Riccardi e Biancamaria Travi, Milão, Mondadori, 1991 (1817; 1821?).